# Ursa-Major-Galaxienhaufen
Der Ursa-Major-Galaxienhaufen (englisch Ursa Major Cluster, UMa I ClG) ist ein Galaxienhaufen im Virgo-Superhaufen.
Der Galaxienhaufen ist reich an Spiralgalaxien. Einige seiner größten Mitgliedsgalaxien sind NGC 3631, NGC 3953 und Messier 109, diese bilden zusammen mit einer Anzahl kleinerer Galaxien die nach letzterer benannte M109-Gruppe. NGC 3726, NGC 3938, NGC 4051 und weitere Galaxien bilden die Ursa-Major-Süd-Gruppe.
Der Ursa-Major-Galaxienhaufen ist etwa 18,6 Megaparsecs (etwa 60 Millionen Lichtjahre) von der Erde entfernt. Seine Leuchtkraft beträgt etwa 30 % des ebenfalls im Virgo-Superhaufen liegenden Virgo-Galaxienhaufen, seine Masse beträgt jedoch nur 5 % des Virgo-Galaxienhaufens.